# The New Governess (film 1909)
The New Governess è un cortometraggio muto del 1909. Il nome del regista non viene riportato nei credit del film.

## Trama
Elsie lascia la sua casa per andare in città dove lavorerà come governante. Al suo arrivo, scesa dal treno, viene importunata da un uomo e difesa da un giovane che, in seguito, scoprirà essere il figlio del suo padrone. Il nuovo lavoro di Elsie è quello di fare la governante al piccolo di casa. Nel frattempo, viene corteggiata dal giovane Ed che si è innamorato di lei. Quando lui deve assentarsi per lavoro, le lascia una lettera insieme a una spilla di diamanti come pegno d'amore, promettendole di ritornare dopo tre mesi.
Passa qualche giorno. Mentre il padrone è in ufficio, giunge a casa il cassiere della ditta con alcuni documenti importanti che lascia sulla scrivania. Il bambino, ignaro, trova i fogli e ci scarabocchia sopra; poi li mette in tasca. Quando i documenti non si trovano più, la casa viene rivoltata come un calzino e viene trovata nella stanza di Elsie la spilla di diamanti. Il gioiello viene esibito come prova contro la ragazza che, accusata di furto, viene condannata. Nel frattempo, uno straccivendolo viene in possesso di alcuni abiti vecchi: tra questi, il vestitino del bambino con nelle tasche i fogli tanto cercati. L'uomo non si rende conto di cosa possano essere quelle carte, ma un suo amico gli spiega che possono valere molto. I due si recano allora dal proprietario dei documenti. Intanto Ed è ritornato a casa e non trova più la sua Elsie. Chiede al padre che fine ha fatto la ragazza e questi gli mostra la spilla incriminata, dicendogli che Elsie era una ladra. Ed, allora, gli confessa di aver regalato lui il gioiello alla governante. Arrivano gli straccivendoli, che hanno con sé i documenti perduti. Il padre di Ed si rende conto di aver accusato ingiustamente la ragazza e, insieme al figlio, corre alla polizia per liberarla.

## Produzione
Il film fu prodotto dalla Lubin Manufacturing Company.

## Distribuzione
Distribuito dalla Lubin Manufacturing Company, il film - un cortometraggio di una bobina - uscì nelle sale cinematografiche USA il 25 febbraio 1909.